# Mecometopus aulai
Mecometopus aulai là một loài bọ cánh cứng trong họ Cerambycidae.